# Universidad Virtual de la Lengua y la Cultura Españolas
La Universidad Virtual de la Lengua y la Cultura Españolas, con siglas UVILCE, es una institución cultural y educativa nacida a principios del 2003 con la intención de difundir la lengua y la cultura hispana en Internet. Su sede está en Málaga (España) y su estructura de dirección está compuesta por diferentes profesionales del ámbito de las letras y las artes de la cultura hispana como Elena Jiménez o Salvador Almadana.

## Estructura principal de UVILCE
UVILCE se estructura en áreas:
Área de ELE. Existe un apartado donde la enseñanza del español como lengua extranjera tiene cabida. Esta área comprende información sobre becas, bolsa de trabajo, cursos, congresos, etc.
Área de Historia. En este apartado se puede encontrar desde críticas personales o artículos de opinión hasta información sobre becas, revistas o, incluso, una sección de arte.
Área de Comprensión Lectora. Apartado de reciente implementación consta de secciones donde se facilita información, programas interactivos, artículos sobre comprensión lectora. Además, UVILCE colabora en Cadena SER con un programa dominical sobre Comprensión lectora denominado La silla del oso andaluz.
Además de contar con secciones y apartados:
Apartado de Diccionarios. Se dedica una sección a la consulta lingüística en diferentes entidades. Se presta especial atención al DRAE y a los corpus lingüísticos CREA y CORDE. En su última actualización también se ha incorporado un pequeño breviario latino.
Apartado de Entretenimiento. El humor también tiene cabida en UVILCE y se dedica un espacio a resaltar los blogs más destacados a criterio de los usuarios.

## Finalidades
Se ofrece información sobre cursos, congresos, másteres, becas, bolsa de trabajo, revistas científicas.
Consulta de dudas de la lengua o monográficos sobre temas culturales. 
Se realizan entrevistas exclusivas a personajes relevantes en la cultura hispana y noticias actuales de la realidad cultural y el deporte. 
Su intención es facilitar en un solo punto de encuentro la mayor cantidad de herramientas beneficiosas y de información útil para profesores y alumnos de universidad principalmente, aunque se está ampliando las actuaciones educativas a los institutos de secundaria.
UVILCE participa activamente en diferentes eventos culturales que actúan en la misma línea y fue la impulsora del I Congreso Internacional Virtual de la Difusión de la Lengua y la Cultura Españolas en Internet. En este acontecimiento participaron universidades de todo el mundo (Hong Kong, México, Italia, Inglaterra, España, Ucrania, Venezuela, etc.) y entidades de renombre como el Instituto Cervantes o las Fundaciones Auna y Lázaro Galdiano, entre otros. También participó en los Congresos Virtuales de Enseñanza del Español como Lengua Extranjera de CVE/LE.
En la actualidad UVILCE está ampliando sus puntos de actuación al ámbito de la enseñanza preuniversitaria para aportar su grano de arena en la lucha contra el fracaso escolar en secundaria y el entrenamiento de la comprensión lectora.

## Curiosidades
UVILCE cuenta con una sección de psicología para ayudar de forma gratuita a todo aquel que requiera los servicios de un profesional colegiado.
UVILCE no solo se centra en las letras. Las ciencias de la salud, las ciencias informáticas y otros campos científicos también son tratados en UVILCE, donde se ofrece información constante sobre bolsas de trabajo, cursos, conferencias, etc.